# Flávio (futbolista)
Flávio Emídio dos Santos Vieira (Maceió, 17 de diciembre de 1970-Maceió; 13 de julio de 2025) fue un futbolista brasileño que jugó en la posición de guardameta.

## Equipos
| Periodo   | Club                |
| --------- | ------------------- |
| 1991–1994 | CSA                 |
| 1995–2002 | Atlético Paranaense |
| 2003      | CR Vasco da Gama    |
| 2003–2007 | Paraná Clube        |
| 2008–2011 | América Mineiro     |
| 2012–2013 | CSA                 |

## Muerte
Flávio (futbolista) murió de cáncer de próstata en su natal Maceió el 13 de julio de 2025 a los 54 años.

## Logros
- Campeonato Alagoano: 1991, 1994
- Campeonato Brasileiro Série B: 1995
- Campeonato Paranaense: 1998, 2000, 2001, 2002 (Super Campeonato)
- Campeonato Brasileiro Série A: 2001
- Campeonato Carioca: 2003
- Campeonato Paranaense: 2006
- Campeonato Mineiro Módulo II: 2008
- Campeonato Brasileiro Série C: 2009